# Paquistão Oriental
O Paquistão Oriental foi uma província paquistanesa estabelecida em 1955 pela Política de Uma Unidade, que hoje está dividida entre Índia e Bangladesh. Suas fronteiras terrestres eram com a Índia e a Birmânia, com um litoral na Baía de Bengala. Os paquistaneses orientais eram popularmente conhecidos como "paquistaneses bengalis"; para distinguir esta região do estado da Índia Bengala Ocidental (que também é conhecido como "Bengala indiana"), o Paquistão Oriental era conhecido como "Bengala paquistanesa". Em 1971, o Paquistão Oriental tornou-se o recém-independente estado de Bangladesh.
O Paquistão Oriental foi renomeado de Bengala Oriental pelo esquema de uma unidade do primeiro-ministro paquistanês Muhammad Ali Bogra. A Constituição do Paquistão de 1956 substituiu a monarquia paquistanesa por uma república islâmica. O político bengali Huseyn Shaheed Suhrawardy serviu como primeiro-ministro do Paquistão entre 1956 e 1957 e um burocrata bengali Iskander Mirza se tornou o primeiro presidente do Paquistão. O golpe de estado paquistanês de 1958 trouxe o general Ayub Khan ao poder. Khan substituiu Mirza como presidente e lançou uma repressão contra líderes pró-democracia. Khan promulgou a Constituição do Paquistão de 1962, que acabou com o sufrágio universal. Em 1966, Sheikh Mujibur Rahman emergiu como o líder proeminente da oposição no Paquistão e lançou o movimento de seis pontos pela autonomia e democracia. A revolta de 1969 no Paquistão Oriental contribuiu para a derrubada de Ayub Khan. Outro general, Yahya Khan, usurpou a presidência e promulgou a lei marcial. Em 1970, Yahya Khan organizou a primeira eleição geral federal do Paquistão. A Liga Awami emergiu como o maior partido, seguido pelo Partido Popular do Paquistão. A junta militar atrasou a aceitação dos resultados, levando à desobediência civil, à Guerra de Libertação de Bangladesh e ao genocídio de Bangladesh em 1971. O Paquistão Oriental se separou com a ajuda da Índia.
A Assembleia Provincial do Paquistão Oriental era o órgão legislativo do território.
Devido à importância estratégica do Paquistão Oriental, a união paquistanesa era membro da Organização do Tratado do Sudeste Asiático. A economia do Paquistão Oriental cresceu a uma média de 2,6% entre 1960 e 1965. O governo federal investiu mais fundos e ajuda externa no Paquistão Ocidental, embora o Paquistão Oriental tenha gerado a maior parte das exportações. No entanto, o presidente Ayub Khan implementou uma industrialização significativa no Paquistão Oriental. A Barragem de Kaptai foi construída em 1965. A Refinaria Oriental foi estabelecida em Chittagong. Dacca foi declarada a segunda capital do Paquistão e planejada como sede do parlamento nacional.